# XtraDB
XtraDB — одна из подсистем хранения для СУБД MySQL и MariaDB, созданная как ответвление одного из стандартных движков — InnoDB. Основной разработчик — компания Percona, поставляется как часть СУБД Percona Server. Оптимизирована для высокоинтенсивных сред, разработчиками заявляется о более высокой производительности в таких окружениях.
Как и InnoDB, обеспечивает MVCC и ACID. Полностью обратно совместима с InnoDB, в том числе по формату файлов, и идентифицирует себя в MariaDB как «ENGINE = InnoDB», и поэтому может быть использован в качестве замены для стандартного InnoDB.
Среди заявленных усовершенствований: улучшенные механизмы работы с памятью и подсистемой ввода-вывода, поддержка нескольких потоков чтения и записи, поддержка управления пропускной способностью, реализация упреждающей выборки данных, адаптивная установка контрольных точек. Система блокировок адаптирована для работы на системах с большим числом центральных процессоров.
Первый выпуск — декабрь 2008 года, в качестве основы был взят InnoDB-plugin-1.0.2. С июня 2011 проект стал составной частью проекта Percona Server.